# A Sacrifice
A Sacrifice es una película de drama psicológico escrita y dirigida por Jordan Scott y protagonizada por Eric Bana, Sadie Sink y Sylvia Hoeks. Es una adaptación de la novela Tokio de 2015 de Nicholas Hogg.
La película fue estrenada en cines en los Estados Unidos el 28 de junio de 2024 por Vertical.

## Trama
Un psiquiatra debe salvar a su hija de una secta después de que ella se enamora de un niño cuya madre es su carismática líder.

## Reparto
- Eric Bana como Ben Monroe
- Sadie Sink como Mazzy
- Sylvia Hoeks como Nina
- Jonas Dassler
- Sophie Rois como Hilma
- Stephan Kampwirth como Max
- Lara Feith como Lotte

## Producción
El rodaje comenzó en Berlín en septiembre de 2022 bajo el título Berlin Nobody .  Una coproducción de Estados Unidos y Alemania. Fue producida por Ridley Scott y Michael Pruss para Scott Free Productions en conjunto con Jonas Katzenstein, Maximilian Leo y Georgina Pope de Augenschein FilmProduktion. Cuenta con la producción ejecutiva de Jonathan Saubach de Augenschein, con Rebecca Feuer como productora ejecutiva de Scott Free. La actriz Kiernan Shipka se incorporó inicialmente a la producción en enero de 2022 junto con Bana, pero abandonó el proyecto antes de que comenzara la fotografía principal en septiembre de 2022.  En mayo de 2022, Sylvia Hoeks se incorporó al elenco. En septiembre de 2022, Sadie Sink, Jonas Dassler y Sophie Rois se sumaron al elenco.  La película finalizó en diciembre de 2022.   Se anunció que Stephan Kampwirth y Lara Feith formarían parte del elenco en mayo de 2024. 

## Estreno
Protagonist Pictures y Augenschein Sales controlan conjuntamente las ventas mundiales. En febrero de 2024, Vertical adquirió los derechos de distribución de la película en América del Norte, que posteriormente pasó a titularse A Sacrifice en mayo de 2024, y programó su estreno en cines el 28 de junio de 2024.